# Dorcadion lohsei
Dorcadion lohsei är en skalbaggsart som beskrevs av Braun 1976. Dorcadion lohsei ingår i släktet Dorcadion och familjen långhorningar. Inga underarter finns listade i Catalogue of Life.